# Occupation de l'église Saint-Nizier par les prostituées lyonnaises

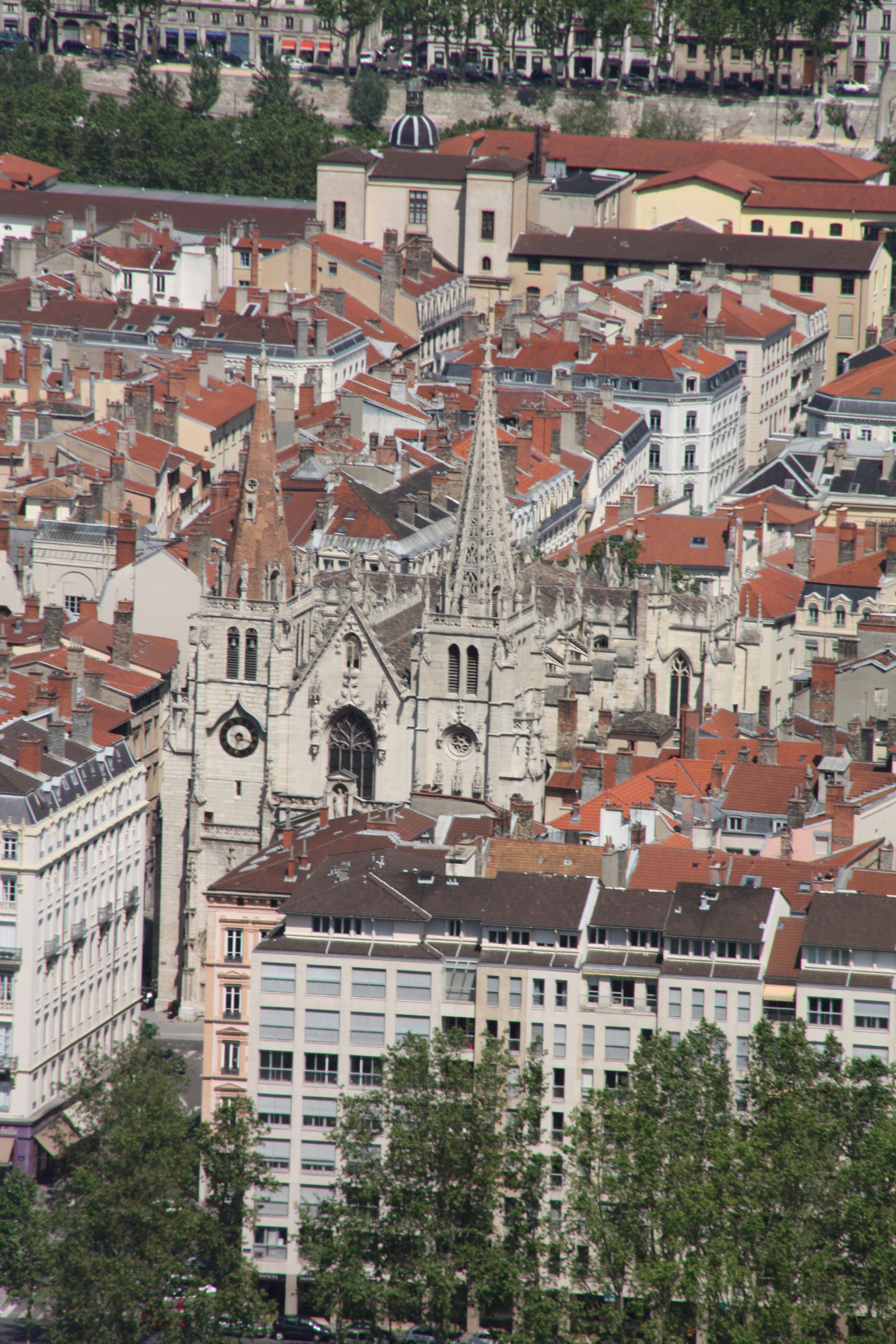
Vue de l'église Saint-Nizier dans son quartier environnant.

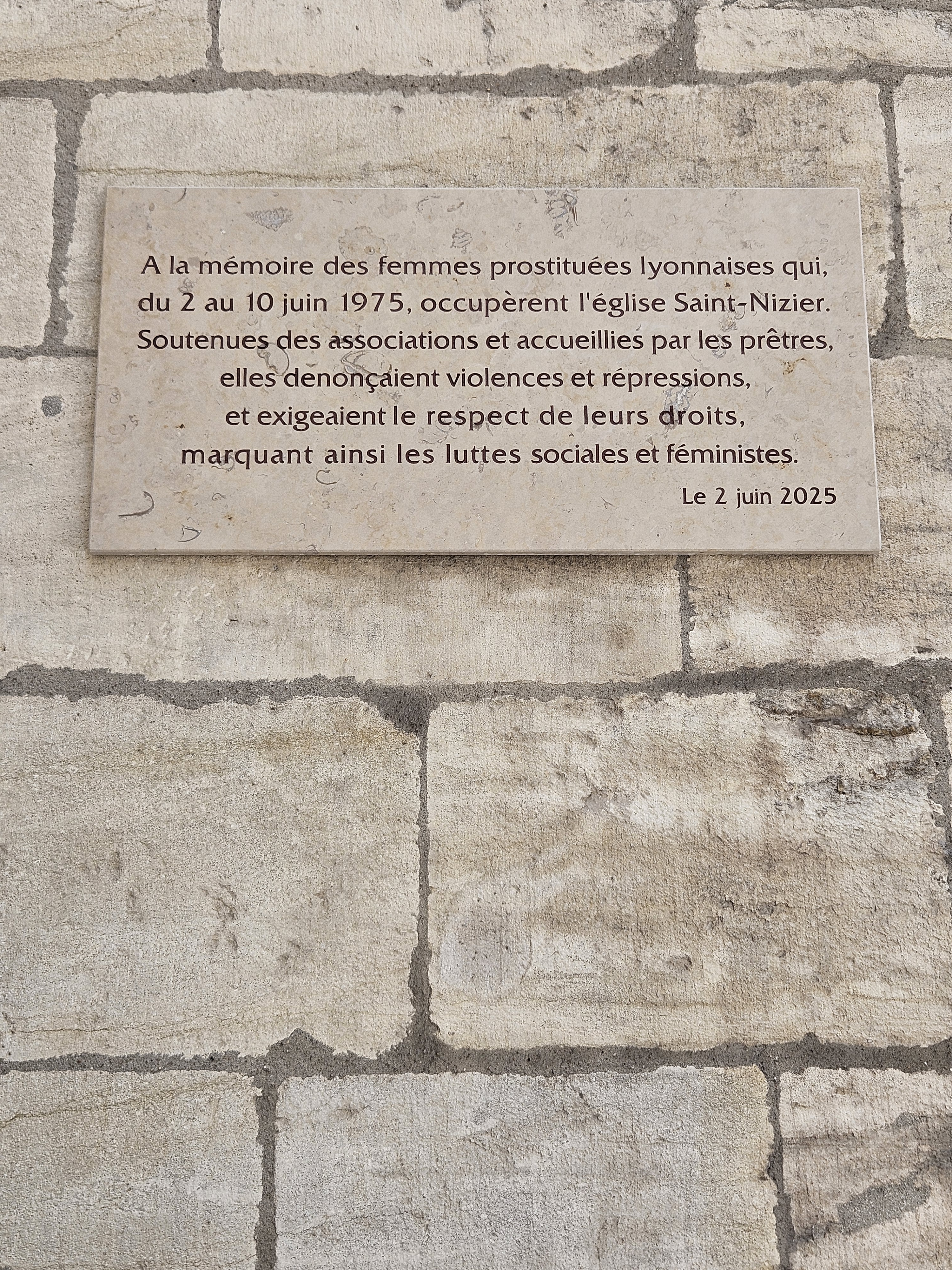
Plaque à l'extérieur de l'église commémorant les 50 ans de l'occupation

L'occupation de l'église Saint-Nizier par les prostituées lyonnaises est occupation durant une dizaine de jours de l'église Saint-Nizier de Lyon en juin 1975 par des prostituées lyonnaises protestant ainsi contre le harcèlement policier et social,.

## Histoire
Le 2 juin 1975, une centaine de prostituées lyonnaises entrent dans l'église de Saint-Nizier et l'occupent pour protester contre le harcèlement policier. 
Elles réclament l'arrêt des procès-verbaux policiers et de la pénalisation de leur activité, dont le retrait des peines de prisons pour récidive de délit de racolage, que certaines d'entre elles subissent, et qui peut conduire au retrait de la garde de leurs enfants. Elles dénoncent les procès-verbaux à répétitions qu'elles subissent et réclament le droit à la Sécurité sociale en contrepartie des impôts qu'elles payent et des sommes importantes que leurs amendes rapportent à l'État. 
Leur action est soutenue par des groupes féministes lyonnais et animée par la volonté d'obtenir une totale décriminalisation de l'activité des prostituées.
L'action a un retentissement médiatique relativement important au niveau local et national, des leaders comme Ulla servant de porte-parole médiatique aux prostituées. L'action inspire des mouvements dans d'autres villes de France et jusque dans d'autres pays, comme à Londres où leur initiative inspire le English Collective of Prostitutes (en). 
Cependant aucun membre du gouvernement n'accepte d'ouvrir des négociations et, après une semaine d'occupation, elles sont expulsées le 10 juin par la police,.

## Postérité
À la suite de cette mobilisation, le 2 juin est devenue La journée internationale des luttes des travailleuses du sexe.
Un rapport sur la prostitution est rédigé par Guy Pinot, magistrat, à la demande du président de la République, Valéry Giscard d'Estaing. Le rapport ne sera jamais publié. En préambule de ce rapport figure la sentence de Lao Tseu : « Le conflit du bien et du mal est une maladie de l'esprit ». Selon Jacques Solé, ce rapport prend en compte les revendications des prostituées (fin de la répression du racolage passif, de la contrainte corporelle pour non-paiement de l'impôt, refus d'ouvrir des Eros Center, etc.) et veut redonner aux prostituées plus de sécurité juridique et sociale en luttant contre le proxénétisme, il envisage aussi en matière de prévention sociale, sur le long terme, « une libération réelle des femmes de leurs rôles stéréotypés, et espérait une meilleure intégration de la sexualité dans la vie des couples ». Mais le rapporteur semble être allé trop loin dans la critique de la société, Valéry Giscard d'Estaing et son Premier ministre, Jacques Chirac, par conservatisme, ont préféré laisser ces femmes sous la seule protection du Milieu, et, par ce choix, le rapport ne servait plus à rien, selon Jacques Solé.
Un journaliste de Libération, Claude Jaget, a suivi cette occupation. En plus de ses articles il publiera un livre : Une vie de putain !. Ce livre rassemble six témoignages, recueillis parmi les prostituées ayant participé à l'occupation de l'église Saint-Nizier.
En 2016, une pièce de théâtre, Loveless, créée par Anne Buffet et Yann Dacosta, adaptation du livre, Une vie de putain, écrit par Claude Jaget, est créée au Centre dramatique national de Normandie-Rouen et représentée en 2018 à Lyon au théâtre des Célestins.

### Documentaire
- Carole Roussopoulos (réalisatrice), Les prostituées de Lyon parlent, prod. Video Out, 1975, 46 min (EAN 3700301014634) [présentation sur Images de la Culture, CNC].